# Edgard Guimarães
Edgard José de Faria Guimarães (Brazópolis, Minas Gerais, 1959) é um engenheiro eletrônico, professor universitário, quadrinista, fanzineiro e crítico de histórias em quadrinhos brasileiro. Edgard é mais conhecido por editar o fanzine QI desde 1993.

## Vida pessoal
Edgard José de Faria Guimarães é filho do tabelião Jarbas Guimarães Netto e da professora e supervisora Isa de Faria Guimarães.

## Biografia
Leitor de histórias em quadrinhos desde a infância, ao 12 anos, criou seu primeiro personagem chamado Amadeu, logo em seguida, criou a formiga Afonso, em 1974, publicou esses personagens nas páginas do suplemento Folhinha do jornal Folha de S.Paulo. Ainda na década de 1970, descobriu os fanzine e publicações independentes em uma matéria da revista Eureka da Editora Vecchi, que publicou o endereço de Opar Boletim, um fanzine feito em mimeógrafo por Luiz Antônio Sampaio, em 1979, passa a manter contato com outros fanzineiros como Armando Sgarbi do fanzine Pica-Pau e Oscar Kern do fanzine Historieta, dois quais se torna colaborador.
Formou-se em Engenharia Elétrica/Eletrônica, em Ciências Econômicas e depois em alguns cursos da área pedagógica, como Supervisão Escolar. Em 1986, começou a trabalhar no Instituto Tecnológico de Aeronáutica como professor de disciplinas básicas de Eletrônica, onde fez o Mestrado na área e continua ministrando como professor.
Em junho de 1982 lança o primeiro número do fanzine Psiu, trazendo histórias em quadrinhos e artigos analíticos sobre histórias em quadrinhos de sua autoria, a segunda edição só seria publicada em agosto de 1985 e a terceira em março de 1990, além dessas três edições, publicou o especial Psiu Mudo (junho de 1988), em 1989, publicou o álbum de quadrinhos Deus e em 1991, o álbum colaborativo Eco Lógico, com a participação de 57 autores. Em 1992, produziu cerca de 400 cartuns publicados em diversos fanzines, 100 desses cartuns foram publicados ainda em 1992 no livro Na Ponta da Língua, ainda em 1992, ficou sabendo que a Associação dos Quadrinhistas e Caricaturistas do Estado de São Paulo (AQC - ESP) dirigida pelo Worney Almeida de Souza, pretendia fazer um adzine, nome dado a um catálogo de divulgação de fanzines. Em janeiro de 1993 lançou o Projeto Independente, atuando na edição, divulgação e vendas de edições independentes,  em parceria com Worney, lançou o fanzine/adzine  IQI – Informativo de Quadrinhos Independentes, cuja edição zero foi publicada durante o  Prêmio Angelo Agostini, premiação que o fanzine ganharia 13 vezes na categoria entre 1995 e 2010..
Para editar e imprimir, adquiriu uma fotocopiadora, publicando obras como O Duelo de Laudo Ferreira, Homo Eternus de Gazy Andraus, Sinfonia da Essência de Edgar Silveira Franco, e Contos de Daniel HDR.
Entre outubro de 1993 e agosto de 1994, publicou a série de cartuns Poeta Vital nas páginas do jornal Blocos, de Leila Míccolis e Urhacy Faustino, mais tarde, transformou a série em histórias em quadrinhos publicadas no QI.
Em novembro de 1993, publicou o livro de bolso O Escroteiro Entrevistado, escrito por ele, com desenhos de Laudo Ferreira, em 1994, publicou o livro Rubens Lucchetti – Nico Rosso, sobre a parceria entre o roteirista Rubens Francisco Lucchetti e o desenhista Nico Rosso, o livro contou com a colaboração do próprio Lucchetti. Em junho de 1995, publica Psiu 13 anos, que teve vendas abaixo do esperado. Em agosto de 1996, publicou o Desenquadro, um livro de 176 páginas contendo praticamente todos os seus textos sobre histórias em quadrinhos.  Ainda em 1995, publica o livro Tira Teima pela editora Marca de Fantasia, fundada por Henrique Magalhães.
Em 1997, edita com Roberto de Sousa Causo, a Biblioteca Essencial da Ficção Científica Brasileira, publicando estudos, catálogos e ensaios de autores da ficção científica brasileira como o próprio Roberto de Sousa Causo e reeditando o livro Introdução ao Estudo da "Science Fiction de André Carneiro, publicado originalmente em 1967.
A partir da edição 41  (novembro/dezembro de 1999), o fanzine foi ampliando, deixando de ser apenas um adzine, ganhando novas seções e a publicação da HQ Calvo, escrita por ele e ilustrada por Luigi Rocco e Júlio Magalhães, além de ter deixado ser gratuito, passando a custar R$ 1,00.
No final da década de 1990, um editor de São Paulo encomendou uma revista sobre fanzines, apesar de pronto, o material foi recusado, em 2000, publicou como uma revista de 36 páginas chamada Fanzine, que foi dado como brinde na edição 42 do QI. No início da década de 2000, o fanzine ganhou uma edição em  e-book. publicado no site das Editora Nona Arte de André Diniz. O site disponibilizo uma versão digital do livro Fanzine.
Em 2001, o Projeto Independente foi encerrado, nesse mesmo ano, foi convidado para o projeto Graphic Talents da Editora Escala, uma revista em formatinho que apresentava um personagem diferente a cada edição, Edgard criou Osvaldo, inspirado em Oswald the Lucky Rabbit, criado por Walt Disney e Ub Iwerks, a série foi desenhada por Antonio Eder, contudo, a revista foi cancelada no ano seguinte, após 16 edições, ainda em 2001, iniciou a publicação de Mundo Feliz entre as edições 50 (maio/junho de 2001) e 65 (2003). A pedido de um editor da Via Lettera, Eder e Edgard organizaram o álbum O Melhor do Quadrinho Independente com obras de Márcio José, Laz Muniz, Gazy Andraus, Henry Jaepelt, Cleuber Cristiano, Laudo Ferreira Jr., Marcelo Garcia, Edgar Franco, Sidney Falcão, Beto Martins, Rogério Velasco, Henrique Magalhães, Agenor Bottene, Antonio Eder, Abs Moraes, Érika Saheki, Eduardo Manzano, Flávio Calazans, Joacy Jamys, Amorim, Rogério de Souza, Yuri Hermuche, Beto Nicácio, Márcio Sennes, Luciano Irrthum, Augusto dos Anjos, Marcelo Garcia, Antonio Cedraz, Érico San Juan, Aderson Roberto, Lauro Roberto, contudo, o álbum não foi publicado, permanecendo inédito até 2024, quando ganhou uma versão digital publicada como um suplemento do QI.
Em 2002, publicou uma edição encadernada com 15 capítulos de Mundo Feliz, ainda em 2002, propôs a criação de um jornal mensal da Academia Brazopolense de Letras e História, do qual é membro, durante três anos, foi o editor do jornal e publicou tira Ju & Jigá.
Em 2003, publicou um conto na antologia Vinte Anos no Hiperespaço (Editora Virgo), em homenagem aos vinte anos do fanzine Hiperespaço.
Em 2004, a pedido da Editora Virgo, organizou um livro de HQs com o tema pecado, como não conseguiu o número suficiente de colaboradores, o livro não foi publicado pela editora, sendo transformado em um encarte da edição 72 do QI (janeiro/fevereiro de 2005), ainda em 2004, Fanzine foi transformado em um livro publicado pela Marca de Fantasia.
Em 2005, organizou o livro O que é História em Quadrinhos Brasileira, publicado pela editora Marca de Fantasia, o livro foi inspirado em um texto de Moacy Cirne sobre o herói Judoka da EBAL, o livro possui textos do próprio Edgard, Gazy Andraus, Edgar Franco, Henrique Magalhães, Marcelo Marat e Cesar Silva. Ainda em 2005, publica um conto na antologia Vinte voltas ao redor do Sol, livro publicado pelo Clube de Leitores de Ficção Científica, organizado por Alfredo Keppler, em comemoração ao aniversário de 20 anos da associação.
Em 2006, uma edição encadernada de Osvaldo foi publicada pela Marca de Fantasia, e em 2007, publicou uma compilação da tira Ju &Jiga.
A partir da edição 101 (janeiro/fevereiro de 2010), o QI passou a adotar um sistema de assinatura anual, uma vez que seria publicado através de impressão sob demanda e cria o selo EGO (Edgard Guimarães Organizador), publicando o livro Entendendo a Linguagem das HQs, contendo páginas de histórias em quadrinhos usadas para falar sobre as próprias histórias em quadrinhos, publicadas nas edições 41 a 100 do QI, ainda em 2010, publicou o álbum Três Centos de Cartuns, contendo os 300 cartuns restantes produzidos em 1992,  os textos  acadêmicos sobre histórias em quadrinhos apresentados em congresso na Intercom entre 1998 e 2005 deram origem aos livros Algumas leituras de Príncipe Valente (2005)  e Estudos sobre História em Quadrinhos (2010) publicados pela editora Marca de Fantasia.
Em 2013 publica o livro Memória do Fanzine Brasileiro, contendo depoimento de editores de fanzines publicados no QI a partir da edição 80, esses depoimentos haviam sido recolhidos em 2002 para um livro em parceria com Henrique Magalhães para uma coleção da editora Opera Graphica.
Em 2015, e-books/e-zines do QI passaram a ser publicados no site da editora Marca de Fantasia.
Em janeiro de 2020, publica um álbum da série Poeta Vital com capa de papel kraft, gerando um efeito similar a serigrafia. Em abril do mesmo ano, publica uma nova edição do livro Fanzine pela Marca de Fantasia. Em janeiro de 2022, o fanzine Psiu também passou a ser disponibilizado no formato digital pela Marca de Fantasia como um suplemento do QI com periodicidade bimestral.